# Jadel Gregório
Jadel Abdul Ghani Gregório (Jandaia do Sul, 16 settembre 1980) è un triplista e lunghista brasiliano.
A partire dal 2001, ha gareggiato in vari campionati di livello internazionale, senza mai piazzarsi al di sotto del sesto posto.

## Biografia
Partecipò alle Olimpiadi del 2008. In quell'occasione gli organizzatori cinesi dovettero allungare il suo letto, a causa della sua statura di 2,03 m.
Dopo il matrimonio con Samara Abdul Ghani, la sua fisioterapista libanese, nel 2005 Gregório si convertì all'Islam e cambiò legalmente il suo nome in Abdul Ghani Gregório. Da questo matrimonio nacquero i due figli Jade e Sahara.

## Progressione

### Salto in lungo
| Stagione | Risultato | Luogo              | Data      | Rank. Mond. |
| -------- | --------- | ------------------ | --------- | ----------- |
| 2008     | 7,82 m    | Rio de Janeiro     | 18-5-2008 | -           |
| 2007     | 7,99 m    | Torino             | 8-6-2007  | -           |
| 2006     | 8,05 m    | Gateshead          | 11-6-2006 | -           |
| 2005     | 8,06 m    | San Paolo          | 16-6-2005 | -           |
| 2004     | 8,22 m    | San Paolo          | 3-6-2004  | -           |
| 2003     | 7,89 m    | San Paolo          | 12-6-2003 | -           |
| 2002     | 8,02 m    | Rio de Janeiro     | 26-9-2002 | -           |
| 2001     | 7,71 m    | São Caetano do Sul | 22-4-2001 | -           |

### Salto in lungo indoor
| Stagione | Risultato | Luogo      | Data      | Rank. Mond. |
| -------- | --------- | ---------- | --------- | ----------- |
| 2006     | 7,66 m    | Birmingham | 18-2-2006 | -           |
| 2005     | 7,82 m    | Birmingham | 18-2-2006 | -           |
| 2003     | 7,62 m    | Leverkusen | 14-2-2003 | -           |

### Salto triplo
| Stagione | Risultato | Luogo             | Data      | Rank. Mond. |
| -------- | --------- | ----------------- | --------- | ----------- |
| 2011     | 16,87 m   | San Paolo         | 25-6-2011 | -           |
| 2010     | 16,98 m   | Rio de Janeiro    | 23-5-2010 | -           |
| 2009     | 17,12 m   | Paris Saint-Denis | 17-7-2009 | -           |
| 2008     | 17,30 m   | Losanna           | 2-9-2008  | -           |
| 2007     | 17,90 m   | Belém             | 20-5-2007 | -           |
| 2006     | 17,54 m   | Losanna           | 11-7-2006 | -           |
| 2005     | 17,73 m   | San Paolo         | 19-6-2005 | -           |
| 2004     | 17,72 m   | San Paolo         | 6-6-2004  | -           |
| 2003     | 17,11 m   | Paris Saint-Denis | 25-8-2003 | -           |
| 2003     | 17,11 m   | Torino            | 6-6-2003  | -           |
| 2002     | 17,11 m   | Losanna           | 2-7-2002  | -           |
| 2001     | 17,13 m   | San Paolo         | 18-3-2001 | -           |
| 2000     | 16,48 m   | San Paolo         | 11-6-2000 | -           |

### Salto triplo indoor
| Stagione | Risultato | Luogo      | Data      | Rank. Mond. |
| -------- | --------- | ---------- | --------- | ----------- |
| 2010     | 16,92 m   | Birmingham | 20-2-2010 | -           |
| 2009     | 17,11 m   | Karlsruhe  | 15-2-2009 | -           |
| 2006     | 17,56 m   | Mosca      | 12-3-2006 | -           |
| 2005     | 17,21 m   | Karlsruhe  | 13-2-2005 | -           |
| 2004     | 17,46 m   | Karlsruhe  | 15-2-2004 | -           |
| 2003     | 17,09 m   | Birmingham | 21-2-2003 | -           |
| 2002     | 17,35 m   | Samara     | 3-2-2002  | -           |

## Palmarès
| Anno | Manifestazione      | Sede           | Evento         | Risultato | Prestazione | Note                          |
| ---- | ------------------- | -------------- | -------------- | --------- | ----------- | ----------------------------- |
| 2001 | Universiadi         | Pechino        | Salto triplo   | Bronzo    | 16,92 m     |                               |
| 2003 | Mondiali indoor     | Birmingham     | Salto triplo   | 6º        | 16,86 m     |                               |
| 2003 | Giochi panamericani | Santo Domingo  | Salto triplo   | Argento   |             |                               |
| 2003 | Mondiali            | Saint-Denis    | Salto triplo   | 5º        | 17,11 m     |                               |
| 2004 | Mondiali indoor     | Budapest       | Salto triplo   | Argento   | 17,43 m     |                               |
| 2004 | Olimpiadi           | Atene          | Salto in lungo | 16º       | 7,50 m      |                               |
| 2004 | Olimpiadi           | Atene          | Salto triplo   | 5º        | 17,31 m     |                               |
| 2005 | Mondiali            | Helsinki       | Salto triplo   | 5º        | 17,20 m     |                               |
| 2006 | Mondiali indoor     | Mosca          | Salto triplo   | Argento   | 17,56 m     | Miglior prestazione personale |
| 2007 | Giochi panamericani | Rio de Janeiro | Salto triplo   | Oro       | 17,27 m     |                               |
| 2007 | Mondiali            | Osaka          | Salto triplo   | Argento   | 17,59 m     |                               |
| 2008 | Olimpiadi           | Pechino        | Salto triplo   | 6º        | 17,20 m     |                               |
| 2009 | Mondiali            | Berlino        | Salto triplo   | 8º        | 16,89 m     |                               |
| 2010 | Mondiali indoor     | Doha           | Salto triplo   | 6º        | 16,78 m     |                               |

## Campionati nazionali
- 7 volte campione nazionale nel salto triplo (2002/2005, 2007/2009)
- 2 volte nel salto in lungo (2002, 2004)

## Altre competizioni internazionali
2002
- 4º alla IAAF Grand Prix Final ( Parigi), salto triplo - 17,01 m
- 5º in Coppa del mondo ( Madrid), salto triplo - 16,61 m

2003
- 4º alla IAAF World Athletics Final ( Monaco), salto triplo - 16,91 m

2004
- 4º alla IAAF World Athletics Final ( Monaco), salto triplo - 17,13 m

2005
- Argento alla IAAF World Athletics Final ( Monaco), salto triplo - 17,32 m

2006
- Argento alla IAAF World Athletics Final ( Stoccarda), salto triplo - 17,12 m
- Argento in Coppa del mondo ( Atene), salto triplo - 17,41 m

2007
- 6º alla IAAF World Athletics Final ( Stoccarda), salto triplo - 16,95 m

2008
- Argento alla IAAF World Athletics Final ( Stoccarda), salto triplo - 17,09 m

2009
- 8º alla IAAF World Athletics Final ( Salonicco), salto triplo - 15,38 m

2010
- Bronzo ai Campionati ibero-americani ( San Fernando), salto triplo - 16,82 m